# Universal Computer Protocol
| Anwendung  | UCP             | UCP             | UCP             | UCP             | UCP             |
| Transport  | TCP             | TCP             | TCP             | TCP             | TCP             |
| Internet   | IP (IPv4, IPv6) | IP (IPv4, IPv6) | IP (IPv4, IPv6) | IP (IPv4, IPv6) | IP (IPv4, IPv6) |
| Netzzugang | Ethernet        | Token Bus       | Token Ring      | FDDI            | …               |

Das Universal Computer Protocol (UCP) wird verwendet, um Kurznachrichten zwischen einem SMSC und anderen Netzwerkelementen auszutauschen. Für Software-Entwickler existierte bei LogicaCMG Telecoms (nun Acision) eine API für unterschiedliche Betriebssysteme (Linux, Digital Unix, Windows und Solaris) sowie eine detaillierte UCP-Spezifikation.